# Manuel Pardo y Lavalle
Manuel Justo Pardo y Lavalle (9 d'agost de 1834, Lima - 16 de novembre de 1878, íbid.) fou un economista i polític del Perú al càrrec de la batllia de Lima entre 1869 i 1870, i president del país durant el període constitucional de 1872 a 1876, essent el primer president civil constitucional de la història de la República del Perú.

## Biografia
Fill del polític i escriptor Felipe Pardo y Aliaga i de Petronila de Lavalle y Cavero, va néixer a la casa que es troba a la cantonada dels carrers San José i Santa Apolonia, a Lima. Pertany a una família lligada a la classe dominant colonial, es va educar a Xile i a Europa, sobretot a Barcelona i a París, demostrant-hi preferències pels estudis d'economia. Era home de considerable cultura literària, criteri sagaç i elevats principis. El 1864 el president Juan Antonio Pezet li confià una missió a Europa per gestionar un emprèstit. En tornar, fou nomenat ministre d'hisenda de la dictadura de Mariano Ignacio Prado el 1865. Director de la Societat de Beneficència Pública el 1868, batlle de Lima del 1869 al 1871, fundador del Partit Civil el 1871, amb el qual postulà i guanyà la presidència de la República el 1872. Ja al poder, trobà un gran dèficit fiscal, que intentà remeiar amb un increment dels imposts, l'estancament del salitre i la revisió dels contractes de la venda del guano. Signà també el Tractat d'Aliança Defensiva. D'altra banda, implementà importants reformes en l'àmbit de l'ensenyament públic i donà suport a la cultura intel·lectual. S'encarregà del govern en un període de gran crisi financera, amb un deute que ascendia als 60 milions de lliures. Acabat el seu mandat se n'anà a Xile, d'on retornà per ser escollit diputat, i després senador per Lima al Congrés de la República del Perú. Nomenat president de la Cambra de Senadors, morí assassinat d'un tret per l'esquena a mans del seu sergent major de l'exèrcit, quan tenia 44 anys. El seu fill, José Pardo y Barreda, arribà a ser dos cops President del Perú, del 1904 al 1908 i del 1915 al 1919.